# Francisco Marco (futbolista)
Francisco Marco (Argentina; 27 de junio de 2003) es un futbolista argentino. Juega de defensa y su equipo actual es el CA Los Andes de la Primera B Nacional.

## Trayectoria
Debutó en el primer equipo del Defensa y Justicia el 27 de agosto de 2022 ante Banfield.

## Selección nacional
Fue citado al Campeonato Sudamericano Sub-20 de 2023.

## Estadísticas
Actualizado al último partido disputado el 18 de octubre de 2022
| Club                         | Div.          | Temporada     | Liga  | Liga  | Copas nacionales | Copas nacionales | Copas internacionales | Copas internacionales | Total | Total |
| Club                         | Div.          | Temporada     | Part. | Goles | Part.            | Goles            | Part.                 | Goles                 | Part. | Goles |
| ---------------------------- | ------------- | ------------- | ----- | ----- | ---------------- | ---------------- | --------------------- | --------------------- | ----- | ----- |
| Defensa y Justicia Argentina | 1.ª           | 2022          | 5     | 0     | 1                | 0                | —                     | —                     | 6     | 0     |
| Defensa y Justicia Argentina | Total club    | Total club    | 5     | 0     | 1                | 0                | 0                     | 0                     | 6     | 0     |
| Total carrera                | Total carrera | Total carrera | 5     | 0     | 1                | 0                | 0                     | 0                     | 6     | 0     |